# Fedor Košir
Fedor Košir, slovenski pravnik, * 25. november 1908, Ljubljana, † 31. marec 1972 Ljubljana.
Fedor Košir je diplomiral 1933 na Pravni fakulteti v Ljubljani, bil sodni pripravnik pri okrožnem sodišču v Ljubljani, nato sodnik v Kamniku, Trebnjem in Ormožu. Udeležil se je NOB. Po vojni je bil mdr. predsednik komisije Predsedstva SNOS za ugotavljanje vojnih zločincev (1944-47), pomočnik ministra za finance LRS, arbiter in javni pravobranilec LRS ter med vodilnimi slovenskimi in jugoslovanskimi planinskimi osebnostmi. V letih 1948 do 1965 je bil predsednik Planinske zveze Slovenije.

## Priznanja in odlikovanja
- Bloudkova nagrada 1966
- partizanska spomenica 1941